# 海约保皮
海约保皮，是匈牙利包尔绍德-奥包乌伊-曾普伦州所辖的一个村。总面积17.02平方公里，总人口1179，人口密度69.3人/平方公里（2011年1月1日）。